# Arthur Chatto
Arthur Chatto, né le 5 février 1999 à Londres, au Royaume-Uni, est une personnalité britannique et membre de la famille royale britannique.

## Biographie

### Famille
Arthur Chatto, né le 5 février 1999 au Portland Hospital à Londres, est le fils cadet de Sarah Armstrong-Jones et de son époux Daniel Chatto.
Il est le petit-fils de la princesse Margaret, sœur cadette de la reine Élisabeth II, et du photographe Antony Armstrong-Jones, 1er comte de Snowdon. Il a un frère aîné, Samuel, né en 1996. Il est l’arrière petit-fils du roi George VI et de son épouse Elizabeth Bowes-Lyon.
Entre 2009 et 2015, il est premier page d'honneur de sa grand-tante, la reine Élisabeth II.
Depuis le 22 janvier 2025, il est 31e dans l'ordre de succession au trône britannique.

### Éducation et carrière
Entre 2012 et 2017, il suit sa scolarité au collège d'Eton et la poursuit à l'université d'Édimbourg.
À partir de 2020, il travaille pour une chaîne de salles de sport en tant qu'entraîneur personnel. 
À l'été 2021, il rejoint les Royal Marines.